# 김하섭 (1887년)
김하섭(金夏涉, 일본식 이름: 金本夏涉가네모토 가쇼 또는 金本安民가네모토 아스미, 1887년 12월 ~ ?)은 일제강점기의 함경남도 지방 유지로 조선총독부 중추원 참의도 지냈다.

## 생애
함경남도 함흥부 출신이다. 1919년에 함흥공립보통학교 학무위원과 매일신보 함흥지국장이 되는 등 이 지역의 유지로 활동했다. 기업인으로서는 함흥택시주식회사 전무를 지냈고, 함경남도 도회의원, 함흥부 부회의원, 함흥수리조합장 등의 직책을 역임했다.
도평의회원으로 4기, 학교평의회원으로 2기 동안 활동했으며, 1920년에 도회의원으로 취임하여 1934년에 물러날 때까지 14년 동안 재직했다. 그 사이 1931년부터는 함흥부 부회의원을 맡았다. 1927년에 함흥수리조합이 창설될 때 부위원장에 올랐고, 1929년에 부조합장을 거쳐 1932년에는 조합장이 되었다.
1934년 함흥상공회의소가 설립되었을 때 의원에 당선되었을 정도로 함흥의 관계와 재계를 대표하는 인물이었다. 1924년에 발행된 《개벽》에서 평양의 선우순과 비교되는 함흥 지역의 인물로서 "친일자 중 또 친일자"라고 평가받았을 만큼 일제 당국과 가깝게 지냈다.
1935년에 조선총독부가 편찬한 《조선공로자명감》에 조선인 공로자 353명 중 한 명으로 수록되어 있다. 이 책자에는 김하섭이 "친일파의 중진"이라며 온후독실한 성격으로 일본인과 조선인 사이를 조정해준다는 인물평이 실려 있다.
일제 강점기 말기에는 중추원 참의로 발탁되었다. 이 무렵 조선임전보국단에 가담하고 조선농회에서는 통상의원을 맡는 등 총독부의 시국 정책에 적극 협력한 행적이 있다.
2002년 발표된 친일파 708인 명단과 2008년 공개된 민족문제연구소의 친일인명사전 수록예정자 명단 중 중추원 부문에 모두 포함되었으며 2009년 친일반민족행위진상규명위원회가 발표한 친일반민족행위 705인 명단에도 포함되었다.

## 같이 보기
- 조선총독부 중추원
- 조선임전보국단

## 참고자료
- 김하섭(金夏渉) - 국사편찬위원회